# Championnat du Venezuela de football 2007-2008
Navigation
Saison 2006-2007 Saison 2008-2009
La saison 2007-2008 du championnat du Venezuela de football est la cinquante-deuxième édition du championnat de première division professionnelle au Venezuela et la quatre-vingt-huitième saison du championnat national. Pour la première fois dans l'histoire du championnat, dix-huit clubs sont engagés dans la compétition.
Le championnat est scindé en deux tournois saisonniers où les dix-huit équipes engagées s'affrontent une seule fois Le vainqueur de chaque tournoi participe à la finale nationale et obtient son billet pour la Copa Libertadores. Un classement cumulé des deux tournois permet de déterminer le troisième club participant à la Copa Libertadores, le club qualifié pour la Copa Sudamericana (en compagnie du vainqueur de la Copa Venezuela) ainsi que les deux clubs relégués en Segunda A.
C'est le Deportivo Táchira qui remporte la compétition, après avoir gagné le tournoi Clausura puis battu le Caracas FC (tenant du titre et vainqueur du tournoi Apertura) en finale nationale. C'est le sixième titre de champion de l'histoire du club.

## Les clubs participants
| - Aragua FC - Caracas FC - Mineros de Guayana - UA Maracaibo - Trujillanos FC - Atlético El Vigía - Promu de Segunda A - Llaneros FC - Promu de Segunda A - Deportivo Italia - Promu de Segunda A - Guaros de Lara - Promu de Segunda A | - Monagas SC - Portuguesa FC - Deportivo Táchira - Carabobo FC - Zamora FC - Unión Lara FC - Promu de Segunda A - Estrella Roja FC - Promu de Segunda A - Estudiantes de Mérida - Promu de Segunda A - Deportivo Anzoátegui - Promu de Segunda A |

## Compétition
Le barème utilisé pour établir les différents classements est le suivant :
- Victoire : 3 points
- Match nul : 1 point
- Défaite : 0 point

### Tournoi Apertura
| Rang | Équipe                 | Pts | J  | G  | N | P  | Bp | Bc | Diff |
| ---- | ---------------------- | --- | -- | -- | - | -- | -- | -- | ---- |
| 1    | Caracas FCT            | 37  | 17 | 10 | 7 | 0  | 31 | 10 | +21  |
| 2    | Deportivo AnzoáteguiP  | 34  | 17 | 10 | 4 | 3  | 31 | 12 | +19  |
| 3    | Deportivo Táchira      | 28  | 17 | 7  | 7 | 3  | 22 | 10 | +12  |
| 4    | UA Maracaibo           | 28  | 17 | 7  | 7 | 3  | 26 | 20 | +6   |
| 5    | Zamora FC              | 24  | 17 | 6  | 6 | 5  | 19 | 11 | +8   |
| 6    | Portuguesa FC          | 24  | 17 | 6  | 6 | 5  | 15 | 18 | -3   |
| 7    | Llaneros FCP           | 23  | 17 | 6  | 5 | 6  | 25 | 23 | +2   |
| 8    | Aragua FC              | 23  | 17 | 6  | 5 | 6  | 30 | 30 | 0    |
| 9    | Mineros de Guayana     | 23  | 17 | 6  | 5 | 6  | 28 | 27 | +1   |
| 10   | Guaros de LaraP        | 23  | 17 | 7  | 2 | 8  | 28 | 33 | -5   |
| 11   | Trujillanos FC         | 23  | 17 | 6  | 5 | 6  | 22 | 27 | -5   |
| 12   | Monagas SC             | 22  | 17 | 6  | 4 | 7  | 31 | 26 | +5   |
| 13   | Deportivo ItaliaP      | 22  | 17 | 5  | 7 | 5  | 17 | 14 | +3   |
| 14   | Estudiantes de MéridaP | 20  | 17 | 5  | 5 | 7  | 21 | 28 | -7   |
| 15   | Atlético El VigíaP     | 19  | 17 | 6  | 1 | 10 | 18 | 26 | -8   |
| 16   | Carabobo FC            | 15  | 17 | 4  | 3 | 10 | 13 | 25 | -12  |
| 17   | Unión Lara FCP         | 14  | 17 | 3  | 5 | 9  | 25 | 32 | -7   |
| 18   | Estrella Roja FCP      | 13  | 17 | 3  | 4 | 10 | 19 | 45 | -26  |

|  | Qualification pour la Copa Libertadores 2009 et la finale nationale |
|  | T : Tenant du titre P : Promu de Segunda A                          |

### Torneo Clausura
| Rang | Équipe                 | Pts | J  | G  | N | P  | Bp | Bc | Diff |
| ---- | ---------------------- | --- | -- | -- | - | -- | -- | -- | ---- |
| 1    | Deportivo Táchira      | 42  | 17 | 13 | 3 | 1  | 30 | 15 | +15  |
| 2    | Caracas FCT            | 36  | 17 | 10 | 6 | 1  | 34 | 18 | +16  |
| 3    | Deportivo AnzoáteguiP  | 32  | 17 | 10 | 2 | 5  | 33 | 14 | +19  |
| 4    | Deportivo ItaliaP      | 28  | 17 | 7  | 7 | 3  | 23 | 16 | +7   |
| 5    | Guaros de LaraP        | 28  | 17 | 8  | 4 | 5  | 19 | 15 | +4   |
| 6    | UA Maracaibo           | 27  | 17 | 8  | 3 | 6  | 28 | 22 | +6   |
| 7    | Zamora FC              | 26  | 17 | 8  | 3 | 6  | 26 | 25 | +1   |
| 8    | Carabobo FC            | 24  | 17 | 6  | 6 | 5  | 19 | 16 | +3   |
| 9    | Estrella Roja FCP      | 24  | 17 | 7  | 3 | 7  | 25 | 31 | -6   |
| 10   | Portuguesa FC          | 23  | 17 | 6  | 5 | 6  | 25 | 25 | 0    |
| 11   | Atlético El VigíaP     | 19  | 17 | 6  | 1 | 10 | 19 | 25 | -6   |
| 12   | Estudiantes de MéridaP | 18  | 17 | 4  | 6 | 7  | 18 | 26 | -8   |
| 13   | Llaneros FCP           | 18  | 17 | 5  | 3 | 9  | 18 | 27 | -9   |
| 14   | Aragua FC              | 17  | 17 | 4  | 5 | 8  | 18 | 22 | -4   |
| 15   | Monagas SC             | 17  | 17 | 5  | 2 | 10 | 16 | 26 | -10  |
| 16   | Mineros de Guayana     | 16  | 17 | 3  | 7 | 7  | 18 | 22 | -4   |
| 17   | Unión Lara FCP         | 14  | 17 | 3  | 5 | 9  | 18 | 30 | -12  |
| 18   | Trujillanos FC         | 13  | 17 | 3  | 4 | 10 | 18 | 31 | -13  |

|  | Qualification pour la Copa Libertadores 2009 et la finale nationale |
|  | T : Tenant du titre P : Promu de Segunda A                          |

### Classement cumulé
| Rang | Équipe                 | Pts | J  | G  | N  | P  | Bp | Bc | Diff |
| ---- | ---------------------- | --- | -- | -- | -- | -- | -- | -- | ---- |
| 1    | Caracas FCT Ap         | 73  | 34 | 20 | 13 | 1  | 65 | 28 | +37  |
| 2    | Deportivo TáchiraCl    | 70  | 34 | 20 | 10 | 4  | 52 | 25 | +27  |
| 3    | Deportivo AnzoáteguiP  | 66  | 34 | 20 | 6  | 8  | 64 | 26 | +38  |
| 4    | UA Maracaibo           | 55  | 34 | 15 | 10 | 9  | 54 | 42 | +12  |
| 5    | Guaros de LaraP        | 51  | 34 | 15 | 6  | 13 | 47 | 47 | 0    |
| 6    | Deportivo ItaliaP      | 50  | 34 | 12 | 14 | 8  | 40 | 30 | +10  |
| 7    | Zamora FC              | 50  | 34 | 14 | 8  | 12 | 45 | 36 | +9   |
| 8    | Portuguesa FC          | 47  | 34 | 13 | 10 | 11 | 40 | 43 | -3   |
| 9    | Llaneros FCP           | 41  | 34 | 11 | 8  | 15 | 43 | 50 | -7   |
| 10   | Aragua FCC             | 40  | 34 | 10 | 10 | 14 | 48 | 52 | -4   |
| 11   | Mineros de Guayana     | 39  | 34 | 9  | 12 | 13 | 45 | 49 | -4   |
| 12   | Monagas SC             | 39  | 34 | 11 | 6  | 17 | 46 | 52 | -6   |
| 13   | Carabobo FC            | 39  | 34 | 10 | 9  | 15 | 32 | 41 | -9   |
| 14   | Atlético El VigíaP     | 38  | 34 | 12 | 2  | 20 | 38 | 52 | -14  |
| 15   | Estudiantes de MéridaP | 38  | 34 | 9  | 11 | 14 | 39 | 54 | -15  |
| 16   | Estrella Roja FCP      | 37  | 34 | 10 | 7  | 17 | 44 | 76 | -32  |
| 17   | Trujillanos FC         | 36  | 34 | 9  | 9  | 19 | 40 | 58 | -18  |
| 18   | Unión Lara FCP         | 28  | 33 | 6  | 10 | 17 | 42 | 60 | -18  |

|  | Qualification pour la Copa Libertadores 2009                                  |
|  | Qualification pour la Copa Sudamericana 2008                                  |
|  | Relégation directe en Segunda A                                               |
|  | T : Tenant du titre C : Vainqueur de la Copa Venezuela P : Promu de Segunda A |

#### Finale pour le titre
| Équipe 1   | Résultat | Équipe 2          | Aller | Retour |
| ---------- | -------- | ----------------- | ----- | ------ |
| Caracas FC | 1 - 1e   | Deportivo Táchira | 1 - 1 | 0 - 0  |

## Bilan de la saison
| Championnat du Venezuela de football 2007-2008 |                              |
| Champion                                       | Deportivo Táchira (6e titre) |
| Coupes et trophées                             |                              |
| Vainqueur de la Coupe du Venezuela 2007-2008   | Aragua FC                    |
| Qualifications continentales                   |                              |
| Copa Libertadores 2009                         | Deportivo Táchira            |
| Copa Libertadores 2009                         | Caracas FC                   |
| Copa Libertadores 2009                         | Deportivo Anzoátegui         |
| Copa Sudamericana 2008                         | Aragua FC                    |
| Copa Sudamericana 2008                         | UA Maracaibo                 |
| Promotions et relégations                      |                              |
| Promus en Primera División                     | Minerven FC                  |
| Promus en Primera División                     | Zulia FC                     |
| Relégués en Segunda A                          | Trujillanos FC               |
| Relégués en Segunda A                          | Unión Lara FC                |